# Santelhöchi
Die Santelhöchi ist ein Gebirgspass im Schweizer Jura und liegt zwischen Egerkingen im Kanton Solothurn und Bärenwil im Katon Basel-Land in der Schweiz. Der Pass ist die kürzeste – aber nicht unbedingt schnellste – Verbindung vom Autobahnkreuz Egerkingen nach Langenbruck, Waldenburg, Liestal und Basel.
Auf der Santelhöchi kreuzt der Jurahöhenweg zwischen Hauenstein und Roggen (Gemeinde Balsthal) die Passstrasse. 